# كلب النجم (قصة قصيرة)
"كلب النجم " هي قصة قصيرة من الخيال العلمي نشرت عام 1962  للكاتب البريطاني آرثر سي كلارك حول عالم الفلك وكلبه لايكا . كما نُشرت القصة تحت عنوان " كلب القمر".

## ملخص القصة
يستيقظ عالم فلك على قاعدة قمرية من حلم ينبح فيه كلبه ، لايكا. كل ما نعرفه في هذه المرحلة هو أن الراوي يشعر بالفزع بما يكفي لإبقائه مستيقظًا. ثم يذكر أنه لو عاد للنوم لكان قد مات.
و سرعان ما يعود بذكرياته إلى الوراء عندما وجد لايكا على جانب الطريق منذ سنوات ، وكيف نما ولعه بها بعد أن نبهته بوقوع زلزال ، وأنقذ حياته.
وعندما حان الوقت لمغادرة الأرض ومواصلة دراسته على القمر ، تخلى عن لايكا لزميله الموظف الدكتور أندرسون.
فقد خرج من الذكريات في الوقت المناسب تمامًا ليطلق حالة تأهب لزلزال قمري ، و بفضل تحركه السريع ، لم يقتل سوى اثنين من زملائه من أفراد الطاقم.
ثم يتذكر كلبه الميت ، مدركًا أن لايكا لم تتمكن من انقاذه حقًا ، فقد تم ابعادها لمدة 5 سنوات بحاجزًا لا يمكن لأي رجل أو كلب تجاوزه (موتها).
لقد كان عقله الباطن الذي لا ينام أبدًا و الذي يستشعر الهزات ، عندها عرف كيف يوقظه بجعله يحلم بنباح لايكا كما فعلت في الزلزال السابق. وهكذا تنتهي بفكرة الرابطة الخارقة للطبيعة بين الراوي ولايكا.

## روابط خارجية
- ُكلب النجم عنوان مُدرج في قاعدة بيانات الخيال التأملي على الإنترنت
- "Moon Dog" on the Internet Archive